# Simón Pestana
Simón Pestana (Caracas, 13 de septiembre de 1964) es un actor venezolano. Se ha destacado en el género de las telenovelas comenzando en la telenovela de Venevisión Fabiola, que le abrió el camino para participar en numerosos dramáticos venezolanos. En 2017 formó parte de la telenovela de Venevisión Para verte mejor, donde interpretó a Carlos Enrique Ibáñez. En la película El diario de Bucaramanga interpretó a Simón Bolívar, logrando ganar el premio al Mejor Actor, por dicha interpretación, en el Festival de La Villa del Cine.

## Filmografía

### Telenovelas
- 1989, Fabiola (Venevisión)
- 1989, La revancha (Venevisión) - Argenis Falcón.
- 1989-1990, Paraíso (Venevisión) - Rodolfo Perdomo.
- 1991-1992, Mundo de fieras (Venevisión) - Amadeo Bustamante.
- 1992, Cara sucia (Venevisión) - José Gregorio.Mendoza
- 1994, Morena clara (Venevisión) - Armando Morán .
- 1994-1995, Pura sangre (RCTV) - Aarón De Sousa.
- 1996, Chiquititas (Telefe) - Andy.
- 1996, Amor sagrado (Telefe) - Simón Casenave.
- 1998, Secretos (Perú)
- 1999-2000, Carita pintada (RCTV) - Diego Cáceres / Rodrigo Cáceres.
- 2000-2001, Angélica Pecado (RCTV) - Marcelo Córdoba Del Ávila.
- 2001-2002, La niña de mis ojos (RCTV) - Esteban Olivares Díaz.
- 2005-2006, Con toda el alma (Venevisión) - Santiago Lozada.
- 2015, Guerreras y Centauros (TVes) - Pietro Lebrino.
- 2016, Entre tu amor y mi amor (Venevisión) - Heriberto Madroño.
- 2017, Para verte mejor  (Venevisión) - Carlos Enrique Ibáñez.
- 2019, Carolay (Venevisión)

### Cine
- 2005, El Caracazo (Venevisión) - Argenis Falcón.
- 2013, El diario de Bucaramanga - SPM Producciones & Montesacro Films - Interpretó a Simón Bolívar y obtuvo el premio al Mejor Actor otorgado por La Villa del Cine, Venezuela.